# الفجر 10
الفجر L-10 هي طائرة بدون طيار من صنع شركة ستار أفياشين، تستخدم للأغراض المدنية والعسكرية. يمكنها الطيران على ارتفاع يصل إلى 7000 متر (23000 قدم) مع قدرة تحمل تصل إلى 36 ساعة. ويبلغ طول جناحيها 2.3 متر (7 قدم 7 بوصات) ويمكنها حمل حمولة 70 كجم (150 رطلاً) بقوة 24 كيلووات (32 حصان).
بلد الصنع:الجزائر🇩🇿